# Judy Irola
Judy Irola (Fresno, 23 de noviembre de 1943-Los Ángeles, 21 de febrero de 2021) fue una directora de fotografía, productora de cine y directora estadounidense. Fue la tercera mujer aceptada en la Sociedad Estadounidense de Directores de Fotografía y se desempeñó como jefa del departamento de cinematografía en la Escuela de Artes Cinematográficas de la USC durante 15 años donde ocupó la Cátedra Conrad Hall en Cinematografía. Cofundó una sucursal de la Asociación Nacional de Empleados y Técnicos de Radiodifusión en San Francisco en 1969, y fue miembro fundador del colectivo cinematográfico Cine Manifest de corta duración en 1972.

## Primeros años
Judy Carol Irola nació el 23 de noviembre de 1943 en la zona rural de Fresno, California. Sus padres, Barbara y Johnny Irola, eran criadores de ovejas y sus abuelos habían emigrado a los Estados Unidos en 1917 desde el País Vasco (España). Tenía dos hermanas menores, Jeanne y Barbara. Las tres hermanas iban a las matinés de los sábados en el cine local. Más tarde documentó su crianza en la granja en su documental corto de 2014 The Sheepherder's Daughters.
Irola abandonó la universidad para ir a la Central California Commercial College para aprender habilidades secretariales. Luego los usó en trabajos en Londres y Sevilla. En 1965, se unió al Cuerpo de Paz y, después de tres meses de capacitación en los Estados Unidos, pasó dos años en Níger, donde ayudó a mejorar los sistemas de agua y saneamiento, construyó escuelas y brindó educación vital sobre la salud. Posteriormente revisó este período en su documental de 2010 Niger '66: A Peace Corps Diary.
Después de Níger, Irola regresó a San Francisco y comenzó a trabajar en las oficinas de KQED-TV. Comenzó a trabajar en su departamento de cine los fines de semana y finalmente fue contratada por ellos como cámara a tiempo completo.

## Carrera
Mientras estaba en el departamento de cine de KQED-TV, Irola cofundó una sucursal en el área de la Bahía de la Asociación Nacional de Empleados y Técnicos de Radiodifusión. Inicialmente como delegada sindical, se convirtió en presidenta de la rama.
En 1972, KQED-TV disolvió su departamento de cine. Irola cofundó Cine Manifest, un colectivo cinematográfico marxista, con Gene Corr, Peter Gessner, John Hanson, Stephen Lighthill, Rob Nilsson y Steve Wax. Ella era la única mujer en el colectivo. Hicieron documentales, anuncios de servicio público para Amnistía Internacional y dos largometrajes. Irola volvió a visitar el colectivo con su largometraje documental Cine Manifest de 2006. Irola fue director de fotografía en Northern Lights, su primer largometraje. Ganó la Caméra d'or en el Festival de Cine de Cannes de 1979 y fue elogiada por su cinematografía. Un crítico comparó el trabajo de Irola con la fotografía de Dorothea Lange.

### En Nueva York
Irola dejó Cine Manifest después de filmar Northern Lights y se mudó a Nueva York, donde compartió un loft en SoHo con Sandi Sissel y Joan Churchill. No se le permitió unirse al local de NYC IATSE, y el local de NABET solo representaba a directores de fotografía comerciales (publicidad). Rodó artículos y documentales para 60 Minutes, 20/20, la BBC, Channel 4 y Canal+ utilizando su carnet del sindicato comercial. Esto se convertiría en un problema en 1986.
Comenzó a colaborar con Tom Schiller, un escritor de Saturday Night Live. Hicieron ocho cortometrajes juntos para SNL, incluyendo La Dolce Gilda, protagonizada por Gilda Radner, y Don't Look Back in Anger, protagonizada por John Belushi. También comenzó a filmar pequeños largometrajes independientes.
En 1986 fue directora de fotografía de Chicas de Nueva York, dirigida por Lizzie Borden. La película se abrió con críticas positivas de la cinematografía y una buena taquilla. IATSE notó que Irola había trabajado en la película sin una tarjeta sindical de ellos. La juzgaron, en su ausencia, y la multaron con $4,000. Luchó contra ellos y obtuvo una amnistía, pero aun así no se le permitió unirse a ellos.

### En Los Ángeles
En 1989, tras el caso de Chicas de Nueva York, Irola se mudó a Los Ángeles, donde filmó Lifestories para NBC y numerosas películas de la semana para ABC y NBC.
En 1993 rodó el largometraje Ambush of Ghosts con el director Everett Lewis. Ganó el Premio a la Excelencia en Cinematografía en el Festival de Cine de Sundance de 1993 por la película. También fue nombrada profesora asociada en la Escuela de Artes Cinematográficas de la USC.
En 1995, Woody Omens, Steven Poster y Robert Primes nominaron exitosamente a Irola como miembro de la ASC. Se unió a Sandi Sissel, que había sido admitida el año anterior, y fue solo la tercera mujer en ser aceptada en la asociación. Como directora de fotografía de alto perfil, fue buscada por sus puntos de vista sobre la industria. Fue entrevistada en el libro Women Behind the Camera - Conversations with Camerawomen de Alexis Krasilovsky (1997) y también estuvo en el documental Cinematographer Style (2005, dirigido por Jon Fauer).
Irola se había convertido en profesora asociada en la Escuela de Artes Cinematográficas de la USC en 1992. En 1999, Irola fue nombrada jefa del departamento de cinematografía, cargo que ocupó hasta su jubilación en 2018. Desde 2005 también ocupó la Cátedra Conrad Hall en Cinematografía y Color Timing, cargo otorgado por Steven Spielberg y George Lucas.

## Fallecimiento
Irola falleció por complicaciones de COVID-19 en Los Ángeles el 21 de febrero de 2021, durante la pandemia de COVID-19 en California. Tenía 77 años.

## Premios
- Caméra d'or en el Festival de Cine de Cannes de 1979 por Northern Lights.[8]
- Excelencia en Cinematografía en el Festival de Cine de Sundance de 1993 por An Ambush of Ghosts.[16][17]
- Premio Mujeres en el Cine Kodak Vision de 1997.[19]
- Premio al Director de Fotografía de la Fundación de Exhibición Internacional de Cine y Televisión de Mujeres de 2009.[20]
- Premio al director de fotografía de la exhibición internacional de cine y televisión de mujeres de 2012.[19]
- Premio Nat Tiffen a la excelencia en la educación cinematográfica de 2014.[1][21]

## Filmografía
Como directora de fotografía:
- Canción del canario (1978)
- Luces del norte (1978)
- Participación mayoritaria: el mundo de la corporación multinacional (1978)
- Saturday Night Live: El carrete de Schiller . (1978) Ocho películas, incluidas La Dolce Gilda y Don't Look Back in Anger con John Belushi
- Los wobblies (1979)
- La voz libre del trabajo: los anarquistas judíos (1979)
- Willmar 8 (1980)
- Fundi: La historia de Ella Baker (1981)
- Anarquismo en América (1981)
- En el Rey de Prusia (1982)
- Vietnam: una historia de la televisión (1983)
- Chicas de Nueva York (1986)
- La revolución intransigente/Fidel a los 60 (1988)
- Lifestories (1991) Serie de televisión de 9 partes de PBS
- El hombre que intentó comprar Hollywood: Giancarlo Parretti (1991) (Primer Premio Festival de Cine de Venecia) dirigida por Jean-Pierre Moscardo;
- The Glamorous Days of The Adlon Hotel (1995) (Primer Premio Festival de Cine de Baviera) dirigida por Percy Adlon

Como directora:
- Cine manifiesto (2006) - documental
- Níger '66: Diario del Cuerpo de Paz (2010) - documental
- Las hijas del pastor (2014)